# Miłość – zawiłość
Miłość – zawiłość (ros. Любовь-морковь, Lubow-morkow) – rosyjska komedia z 2007 roku w reżyserii Aleksandra Striżenowa. W roli Mariny zagrała rosyjska piosenkarka i aktorka Kristina Orbakaitė.
Film doczekał się dwóch kontynuacji filmów: Miłość – zawiłość 2 z 2008 roku oraz Miłość – zawiłość 3 z 2011 roku.

## Fabuła
Andriej (Gosza Kucenko) i Marina (Kristina Orbakaitė) po siedmiu latach małżeństwa przeżywają poważny kryzys. Nim jednak zapadnie decyzja o rozwodzie, pragną dać sobie ostatnią szansę i udają się do tajemniczego psychologa reklamującego swoje usługi w telewizji. W dzień po spotkaniu małżonkowie z prawdziwym przerażeniem odkrywają, że... zamienili się ciałami! A ponieważ życie toczy się dalej, oboje muszą się wzajemnie zastępować w życiu zawodowym.

## Obsada
- Kristina Orbakaitė jako Marina Gołubiowa
- Gosza Kucenko jako Andriej Gołubiow
- Jewgienij Styczkin jako Karlo
- Michaił Kozakow jako doktor Kogan
- Andriej Krasko jako Felix Korogordskij
- Ksenia Kniaziewa jako Irina
- Aleksandr Striżenow jako adwokat Piotr Aristarchow
- Jekatierina Striżenowa jako żona Korogordskiego
- Daria Drozdowskaja jako Sonia
- Olga Orłowa jako Lena

i inni